# 15 Pegasi
15 Pegasi (15 Peg) es una estrella en la constelación de Pegaso.
Tiene magnitud aparente +5,53 y se encuentra a 90 años luz de distancia del sistema solar.
15 Pegasi es una estrella blanco-amarilla, posiblemente subgigante, de tipo espectral F6IV-V.
No muy distinta a Syrma (ι Virginis), tiene una temperatura efectiva de 6316 ± 64 K.
Brilla con una luminosidad 4,2 veces superior a la luminosidad solar.
Su diámetro angular, de 0,565 segundos de arco, permite estimar su radio, siendo éste un 70% más grande que el del Sol.
Gira sobre sí misma con una velocidad de rotación proyectada de 7 km/s.
Muestra un contenido metálico notablemente inferior al solar ([Fe/H] = -0,63).
Además del hierro —cuya abundancia relativa es una cuarta parte de la existente en el Sol—, níquel y titanio son igualmente escasos. Otros elementos procedentes de captura neutrónica como itrio y bario muestran igual tendencia.
15 Pegasi tiene una masa un 10% mayor que la masa solar y su edad se estima entre 3300 y 4840 millones de años.
Pese a su bajo contenido metálico, su cinemática indica que, como el Sol, es una estrella del disco fino.